# Grewia eberhardtii
Grewia eberhardtii là một loài thực vật có hoa trong họ Cẩm quỳ. Loài này được Lecomte mô tả khoa học đầu tiên năm 1912.